# Niccolò Caetani di Sermoneta
Niccolò Caetani di Sermoneta, italijanski škof in kardinal, * 1526, Rim, † 1. maj 1585.

## Življenjepis
22. decembra 1536 (pri enajstih letih) je bil povzdignjen v kardinala in pectore.
5. marca 1537 je bil imenovan za apostolskega administratorja Bisignana; s tega položaja je odstopil 13. marca 1549.
13. marca 1538 je bil ponovno povzdignjen v kardinala. 16. aprila 1538 je bil imenovan za kardinal-diakona S. Nicola in Carcere in 9. marca 1552 za S. Eustachio.
8. avgusta 1539 je bil imenovan za nadškofa Conze in 5. maja 1546 za nadškofa Capue.